# Okres Nymburk
Okres Nymburk je okres ve východní části Středočeském kraji. Sídlem jeho dřívějšího okresního úřadu bylo město Nymburk, které je obcí s rozšířenou působností. Kromě jeho správního obvodu okres obsahuje ještě správní obvody obcí s rozšířenou působností Poděbrady a Lysá nad Labem.
Ze středočeských okresů sousedí na jihu s okresem Kolín, na jihozápadě s okresem Praha-východ a na severozápadě s okresem Mladá Boleslav. Dále hraničí s Královéhradeckým krajem, a to s okresem Jičín na severovýchodě a s okresem Hradec Králové na východě.

## Charakteristika okresu
Okres se skládá ze tří správních obvodů obcí s rozšířenou působností (Nymburk, Poděbrady a Lysá nad Labem), které se dále člení na pět správních obvodů obcí s pověřeným obecním úřadem (Nymburk, Poděbrady, Lysá nad Labem, Sadská a Městec Králové). Největšími městy jsou Nymburk (15 tisíc obyvatel), Poděbrady (14 tisíc obyvatel), Milovice (13 tisíc obyvatel) a Lysá nad Labem (10 tisíc obyvatel).
Povrch okresu je převážně rovinatý, větší část se nachází v nížině Labe, pouze na severovýchodě Středolabská tabule mírně stoupá do výšky. Zde v místě, kde již přešla do Východolabské tabule, se nachází nejvyšší bod okresu, vrch Na kostele (299 m n. m.). Rozloha okresu činí 850 km², z toho v roce 2019 činila 69,4 % zemědělská půda a 17,5 % lesy.
Vzhledem k přírodním podmínkám bylo Nymbursko dříve převážně zemědělským regionem, a i dnes je zemědělská výroba v rámci celého kraje poměrně významná. Rozvoj průmyslu nastal až se zavedením železniční dopravy, kromě trati Praha–Olomouc šlo především o severozápadní dráhu z Vídně až do Děčína. Uchytil se zde průmysl strojírenský, potravinářský nebo sklářský. Jižní částí okresu prochází dálnice D11, dále silnice I. třídy I/11, I/32 a I/38. Silnicemi II. třídy jsou II/125, II/245, II/272, II/275, II/279, II/324, II/329, II/330, II/331, II/332, II/334 a II/611. Železniční tratě procházející tímto okresem jsou : Lysá nad Labem – Ústí nad Labem, Praha – Lysá nad Labem – Kolín, Chlumec nad Cidlinou – Křinec, Lysá nad Labem – Milovice, Nymburk – Mladá Boleslav, Nymburk–Jičín, Poříčany–Nymburk, je zde i železniční zkušební okruh Cerhenice. 
Na území okresu se nachází národní přírodní rezervace Čtvrtě, Kněžičky a Libický luh, dále národní přírodní památky Dlouhopolsko, Hrabanovská černava, Kopičácký rybník a Slatinná louka u Velenky. Z hlediska turistiky a rekreace je nejnavštěvovanějším lázeňské město Poděbrady. Ovšem řada pamětihodností se nachází i jinde, např. Nymburk se zachovanými městskými hradbami, zámek Lysá nad Labem nebo Polabské národopisné muzeum.  Status národní kulturní památky má hradiště Slavníkovská Libice, puristická budova krematoria v Nymburce a vodní elektrárna v Poděbradech.

## Seznam obcí a jejich částí

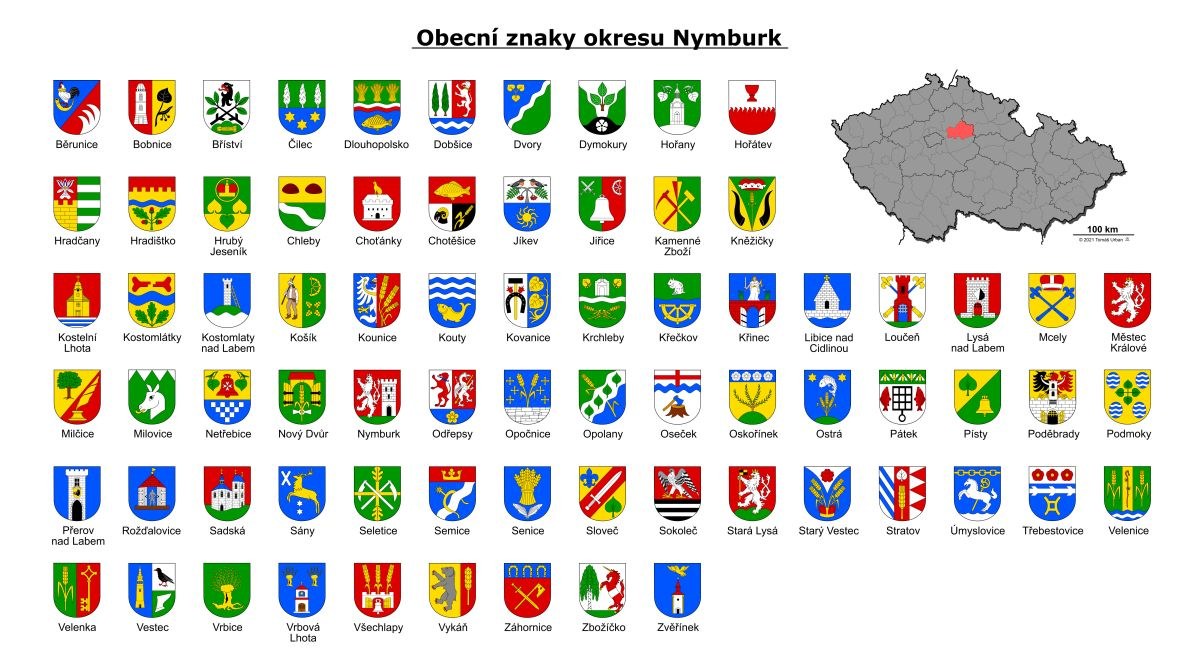
Přehled obecních znaků okresu Nymburk

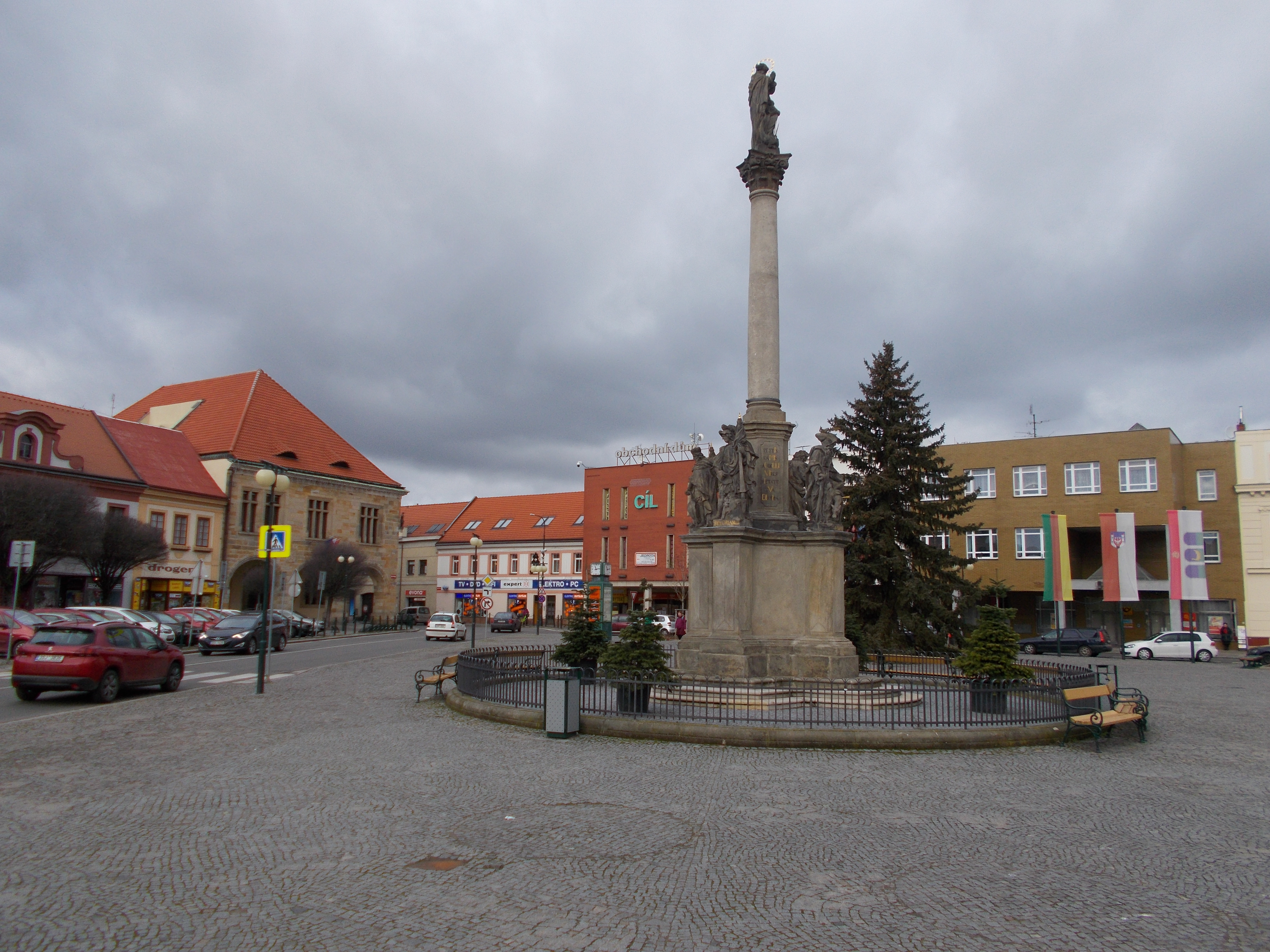
Centrum okresního města

Města jsou uvedena tučně, městyse kurzívou, části obcí malince.
Běrunice (Běruničky • Slibovice • Velké Výkleky • Vlkov nad Lesy) •
Bobnice (Kovansko) •
Bříství •
Budiměřice (Rašovice • Šlotava) •
Čilec •
Činěves •
Dlouhopolsko •
Dobšice •
Dvory (Veleliby) •
Dymokury (Černá Hora • Svídnice) •
Hořany •
Hořátev •
Hradčany •
Hradištko •
Hrubý Jeseník •
Chleby (Draho) •
Choťánky •
Chotěšice (Břístev • Malá Strana • Nouzov • Nová Ves) •
Chrást •
Chroustov (Dvořiště) •
Jíkev •
Jiřice •
Jizbice (Zavadilka) •
Kamenné Zboží •
Kněžice (Dubečno • Osek) •
Kněžičky •
Kolaje •
Kostelní Lhota •
Kostomlátky (Doubrava) •
Kostomlaty nad Labem (Hronětice • Lány • Rozkoš • Vápensko) •
Košík (Doubravany • Sovolusky • Tuchom) •
Kounice •
Kouty •
Kovanice (Chvalovice) •
Krchleby •
Křečkov •
Křinec (Bošín • Mečíř • Nové Zámky • Sovenice • Zábrdovice) •
Libice nad Cidlinou •
Loučeň (Patřín • Studce • Studečky) •
Lysá nad Labem (Byšičky • Dvorce • Litol) •
Mcely •
Městec Králové (Nový • Vinice) •
Milčice •
Milovice (Benátecká Vrutice • Boží Dar • Mladá) •
Netřebice •
Nový Dvůr •
Nymburk (Drahelice) •
Odřepsy •
Okřínek (Srbce) •
Opočnice •
Opolany (Kanín • Opolánky • Oškobrh) •
Oseček •
Oskořínek •
Ostrá (Šnepov) •
Pátek •
Písková Lhota •
Písty •
Poděbrady (Poděbrady I • Poděbrady II • Poděbrady III • Poděbrady IV • Poděbrady V • Kluk • Polabec • Přední Lhota • Velké Zboží) •
Podmoky •
Přerov nad Labem •
Rožďalovice (Hasina • Ledečky • Podlužany • Podolí • Viničná Lhota • Zámostí) •
Sadská •
Sány •
Seletice •
Semice •
Senice •
Sloveč (Kamilov • Střihov) •
Sokoleč •
Stará Lysá (Čihadla) •
Starý Vestec •
Straky •
Stratov •
Třebestovice •
Úmyslovice (Ostrov) •
Velenice •
Velenka •
Vestec •
Vlkov pod Oškobrhem •
Vrbice •
Vrbová Lhota •
Všechlapy •
Vykáň •
Záhornice (Poušť) •
Zbožíčko •
Zvěřínek •
Žitovlice (Pojedy)

### Změna hranice okresu
Do 31. prosince 1995 byly v okrese Nymburk také obce, které poté přešly do okresu Kolín:
- Pečky
- Vrbová Lhota
- Poříčany
- Ratenice

K 1. lednu 2007 sem byla z okresu Kolín převedena obec Vrbová Lhota a naopak ještě další obce z okresu Nymburk také přešly do okresu Kolín:
- Choťovice
- Pňov-Předhradí
- Tatce
- Žehuň

K 1. lednu 2021 byla z okresu Nymburk do okresu Kolín převedena obec Černíky.